# Anthomyia malaisei
Anthomyia malaisei este o specie de muște din genul Anthomyia, familia Anthomyiidae, descrisă de Ackland în anul 1987.
Este endemică în Myanmar. Conform Catalogue of Life specia Anthomyia malaisei nu are subspecii cunoscute.